# Norops meridionalis
Norops meridionalis är en ödleart som beskrevs av  Oskar Boettger 1885. Norops meridionalis ingår i släktet Norops och familjen Polychrotidae. Inga underarter finns listade i Catalogue of Life.